# Redding (Iowa)
Redding város az USA Iowa államában. Lakosainak száma 63 fő (2020. április 1.).

## Népesség
A település népességének változása:

| 2010 | 82 |
| 2020 | 63 |